# 1966 en basket-ball

Chronologie du basket-ball
1965 en basket-ball - 1966 en basket-ball - 1967 en basket-ball
Les faits marquants de l'année 1966 en basket-ball

## Mars
- 19 mars : Texas Western remporte le championnat NCAA de basket-ball en alignant le premier cinq de départ composé intégralement de joueurs noirs[1].

## Récapitulatifs des principaux vainqueurs de compétitions 1965-1966

### Masculins
| Europe - Coupe des clubs champions : Olimpia Milan. - Espagne : Real Madrid. - France : Villeurbanne. - Grèce : AEK Athènes. - Italie : Olimpia Milan | Amériques - National Basketball Association : Boston Celtics. | Afrique, Asie, Océanie |

### Féminines
| Europe - Coupe des clubs champions : Daugawa Rīga. - Espagne : Medina A Coruña. - France : Gerbe Montceau-les-Mines. - Grèce : non disputé (création en 1968). - Italie : ASD Vicenza. | Amériques | Afrique, Asie, Océanie |

## Décès
- 15 mars : Abe Saperstein, propriétaire des Globetrotters de Harlem